# 御茶ノ水セントラルビル
御茶ノ水セントラルビル（おちゃのみずセントラルビル）は、かつて東京都千代田区神田駿河台にあったオフィスビル。開業当初の名称は日立本社ビルで日立製作所が本社を置いていたが、2006年（平成18年）に森トラストが取得した後に改名された。

## 概要
元は岸記念体育会館があったところで、1964年（昭和39年）に同会館が渋谷区へ移転した跡地に建設された。真下には地下鉄丸ノ内線と千代田線が通っており、設計・建設には細心の注意が払われた。1983年（昭和58年）3月に竣工し、日立製作所が新丸ノ内ビルヂングから就業人員3,400人規模の本社機能を移転させた。外壁は白の磁器タイルで仕上げられていた。防災センターと中央監視室は別々の場所に設置され、特別避難階段・屋外避難階段もそれぞれ2つずつ設けられるなど多重化施策が採られた。当初から光通信システム（光総合情報システム）である「Σネットワークシステム」が採用され、IDカードによる社員食堂の精算システムも早くから導入された。3階には通信衛星用の直径5.6mのパラボラアンテナが設けられ、本支社間の通信に利用された。
建築物としては、3階以上の基準階平面が東西66.0m、南北33.0m、6.0mスパンで躯体が構築されており、基準階階高3.9m、天井高2.6m、基準階面積は2,157.62m2、延床面積は57,486.83m2あった。空調設備の熱源設備として、低層階用に空気熱源ヒートポンプ1台と蓄熱槽、高層階用に空気熱源ヒートポンプ1台と二重効用吸収式冷温水ユニット2台を採用する。また、電気設備として、22kV×3回線（スポットネットワーク方式）の受変電設備と、非常用に自家発電のディーゼル発電機（出力1,000kV：10時間運転可能）を備える。照明設備は、事務室は蛍光灯40W×2灯用下面開放型が採用され、500ルクスの照度が保たれると共に、ビル用コンビュータによるタイムスケジュール点滅制御と、窓際の昼光を有効活用するための昼光センサによる自動点滅制御を組み合わせて、省エネルギー化が図られていた。
2003年（平成15年）に、日立製作所の財務体質改善の一環として、本建物を日本総合トラスト投資法人（現・森トラストリート投資法人）に400億円で売却のうえ、賃借契約を結んで引き続き本社として使用を続けていたが、2006年（平成18年）に本社機能を日本生命丸の内ビルと秋葉原ダイビルに移転した。日立製作所の退去に伴い、同投資法人はビルの運用方針を検討していたが、内装にアスベストを含んだ吹き付け材が使われていたため、2006年（平成18年）5月に建替えを前提として森トラストに420億円で譲渡され、2008年（平成20年）10月31日に解体工事を着工、2010年（平成22年）に解体された。
跡地には、高さ110mの超高層ビル「御茶ノ水ソラシティ」が建設された。

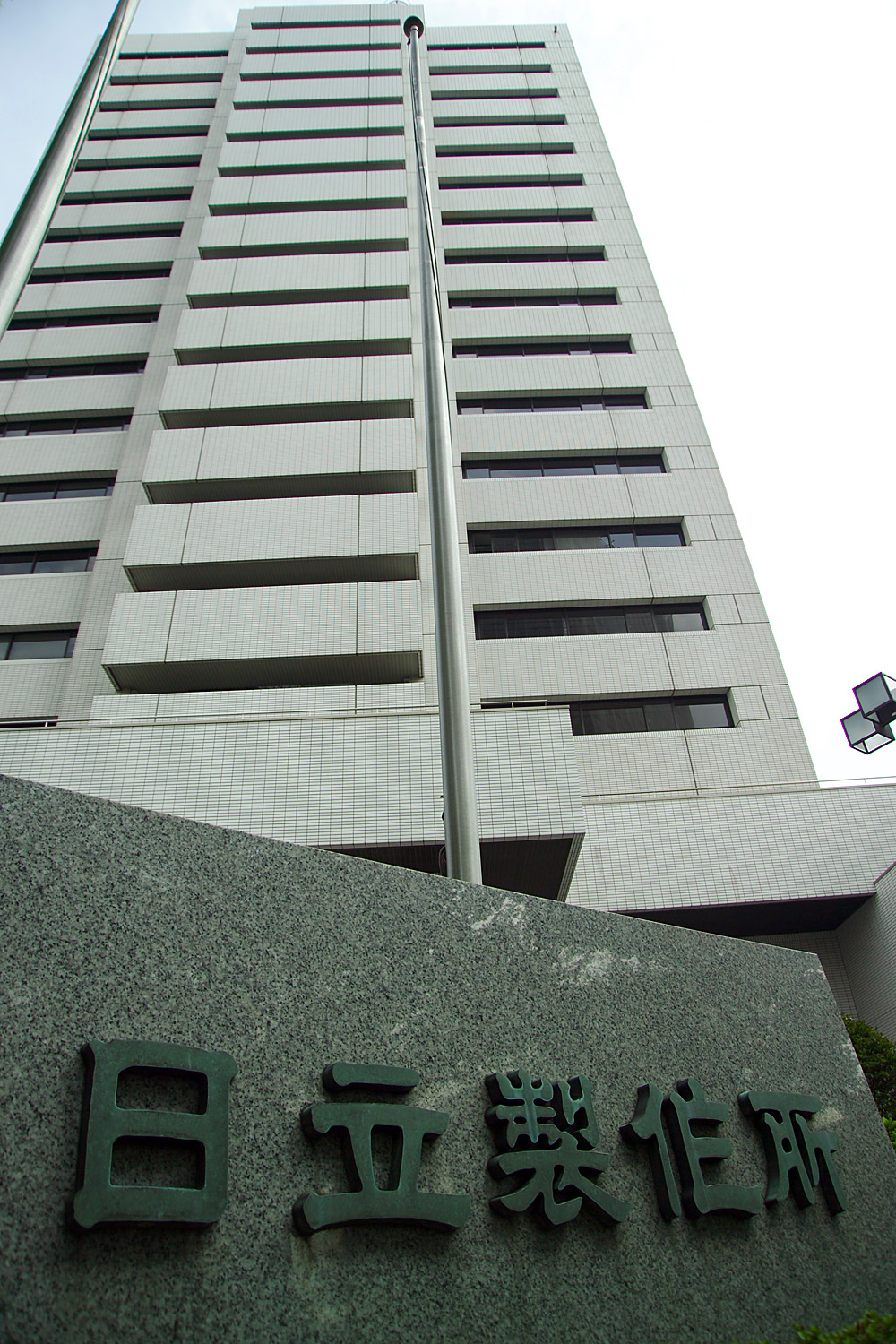
ビル正面の銘板（2005年9月）

## 建物概要
以下は、森トラスト総合リート投資法人（現・森トラストリート投資法人）のプレスリリース、および岡田新一設計事務所の作品リスト等による。
- 所在地：東京都千代田区神田駿河台四丁目6番地
- 階数：地上18階、塔屋2階、地下3階（登記簿上は地上20階、地下3階）
- 主体構造：鉄骨造・鉄骨鉄筋コンクリート造（一部鉄筋コンクリート造）
  - 地下3階 - 2階：鉄骨鉄筋コンクリート造
  - 3階 - 20階：鉄骨造
- 駐車場台数：168台
- 最高高さ：90.0 m
- GL～軒高：81.43 m
- GL～基礎下：7.81 m
- 敷地面積：9,526.18 m2（登記簿記載の地積は9,540.58 m2）
- 建築面積：5,750.07 m2
- 延床面積：57,486.83 m2（内駐車場5,315.82 m2、登記簿記載の床面積は57,254.61 m2）
- 建築主：日立製作所
- 設計管理：松下研究室、岡田新一設計事務所、日立建設設計
- 建築施工：日立本社ビル新築工事共同企業体（鹿島建設、清水建設、大成建設、大林組）
- 設備工事：日立プラント建設
- 建設期間：1980年（昭和55年）3月 - 1983年（昭和58年）2月（36ヶ月）
- 竣工：1983年（昭和58年）3月
- 開業：1983年（昭和58年）4月
- 外装
  - 屋根：アスファルト防水
  - 壁面：二丁掛タイル打込PC版
  - 開口部：アルミサッシ
- 昇降設備：日立製作所製[10]
  - 役員用（非常兼用）：150m/分、1,150 kg（17人乗）1台
  - 人貨用（非常兼用）：120m/分、2,000 kg（30人乗）1台
  - 低層用（B2 - 11F）：150m/分、1,600 kg（24人乗）6台
  - 高層用（10 - 17F）：210m/分、1,600 kg（24人乗）6台
  - 厨房用（B2 - 4F）：45m/分、750 kg（11人乗）1台
- ゴミ処理設備：新明和工業
- 電気設備
  - 受変電設備：東京電力常盤橋変電所からB3F電気室に引き込み
  - 受電方式：22kV×3回線（スポットネットワーク方式）
  - 負荷設備：2,500 kVA、22kV / 400VA×3
  - 契約電力：3,500 kW
- 自家発電設備：ディーゼル発電機（英語版）（出力1,000kV：10時間運転可能）
- 蓄電池設備：1,000Ah（10時間半）
- 電話機設備：電子交換機
  - 回線数：局線（外線）400回線、内線電話2,500回線